# Rue Thomas Vinçotte
Pour les articles homonymes, voir Thomas et Vinçotte.
La rue Thomas Vinçotte (en néerlandais : Thomas Vinçottestraat) est une rue bruxelloise de la commune de Schaerbeek qui commence au carrefour de la rue Gustave Fuss et de la rue André Van Hasselt et qui se termine chaussée de Louvain en passant par la rue Verbist, la rue de la Cible, la rue Artan et la rue Léon Mignon.
La rue porte le nom du sculpteur belge Thomas Vinçotte (1850-1925). Précédemment cette artère s'appelait rue de la Consolation.
Une plaque commémorative rappelle qu'au no 82 de cette rue fut fondé et imprimé le journal clandestin La Libre Belgique-Légion blanche par Jean-Baptiste Mistler durant la Seconde Guerre mondiale.

## Adresses notables
- no 36 : maison de repos Albert de Latour
- no 42 : maison-atelier construite en 1885 pour le peintre Georges Saint-Cyr et achetée en 1900 par le peintre Herman Richir qui y a également habité.
- no 82 : maison où fut fondé et imprimé le journal clandestin La Libre Belgique-Légion blanche

## Galerie de photos

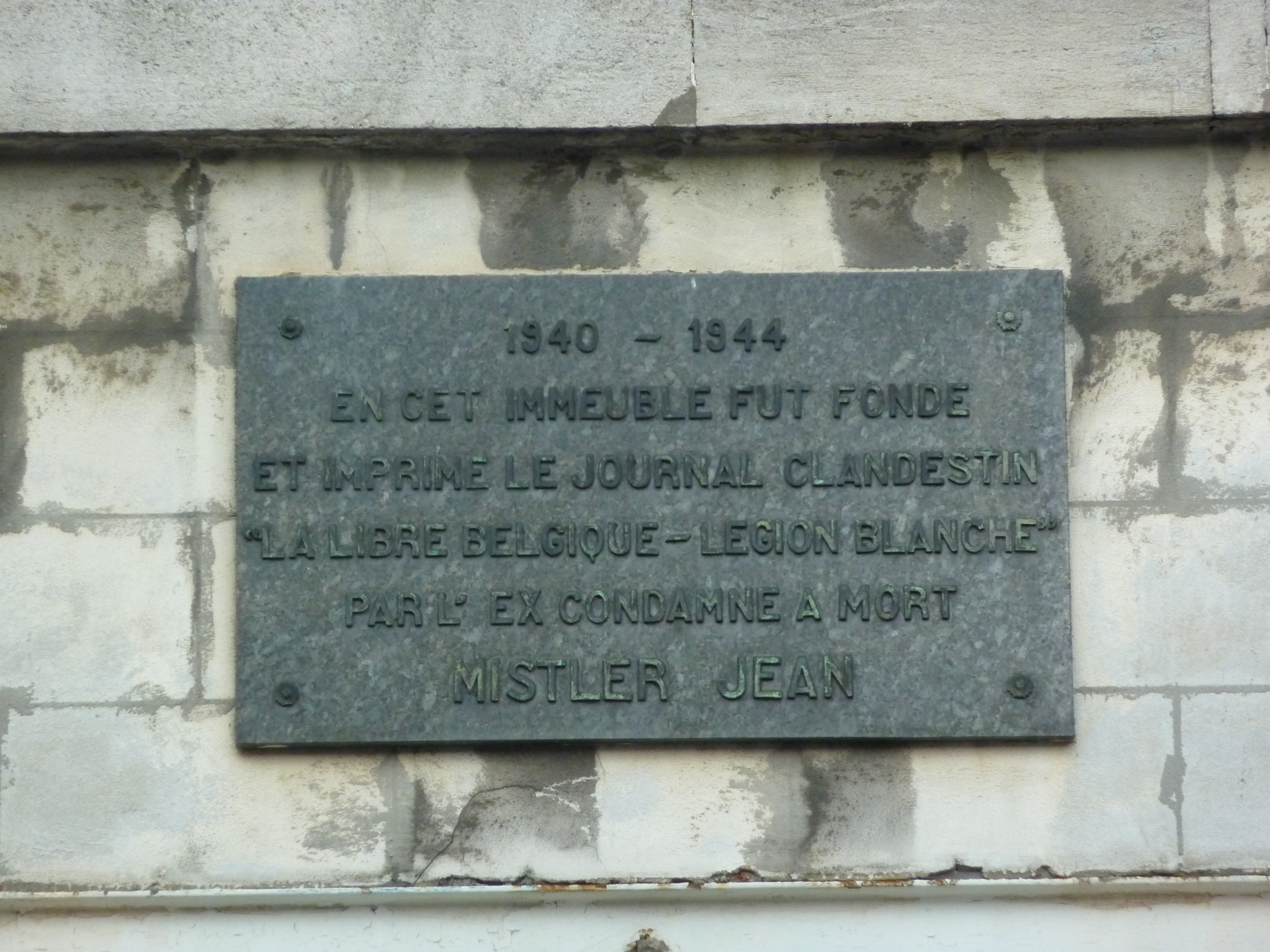
Plaque commémorative La Libre Belgique
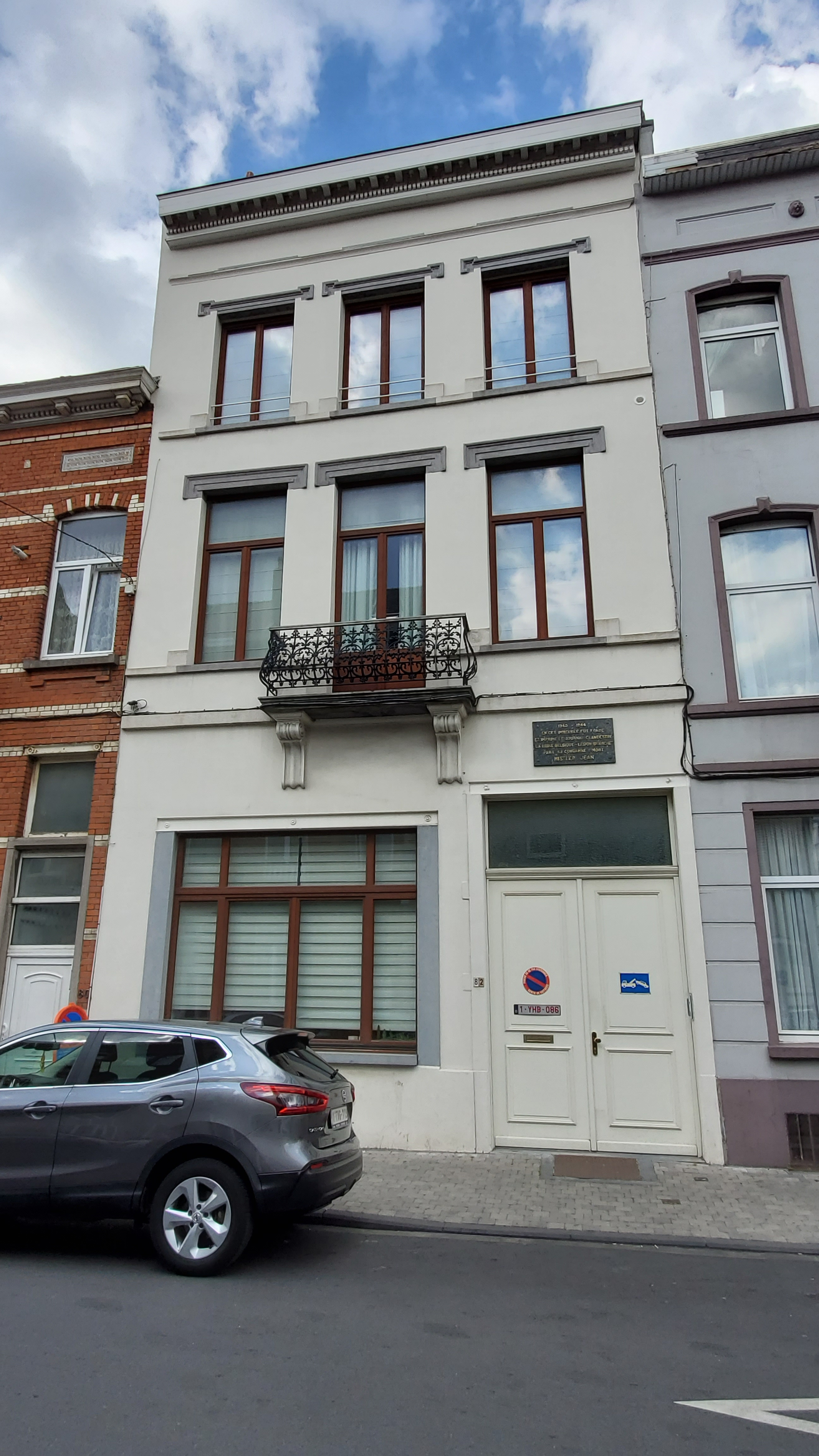
Maison au n°82 en 2022.

## Transport en commun
- arrêt Vinçotte du bus 29 (STIB)
- arrêt Clays du bus 61 (STIB)
- arrêt Vinçotte du bus 318 (De Lijn)
- arrêt Vinçotte du bus 351 (De Lijn)
- arrêt Vinçotte du bus 410 (De Lijn)